# Сандвічева плита

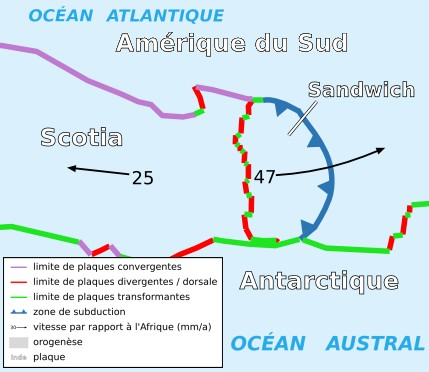
Розташування Сандвічевої плити

Сандвічева плита — тектонічна мікроплита. Має площу — 0,00454  стерадіан (170,000 км2). Зазвичай розглядається у складі плити Скоша.
Розташована в південній частині Атлантичного океану, є підмурівком Південних Сандвічевих островів.
На заході має дивергентну границю з плитою Скоша. На сході під неї має субдукцію Південноамериканська плита. На півдні має трансформаційну границю з Антарктичною плитою.